# Chính sách tái tập trung
Chính sách tái tập trung của Tây Ban Nha là một kế hoạch do Tướng Valeriano Weyler thực hiện nhằm di dời dân cư nông thôn Cuba vào các trại tập trung. Chính sách này ban đầu được Tổng đốc Cuba Arsenio Martínez Campos phát triển như một cách để tách những phần tử nổi loạn khỏi dân chúng nông thôn thỉnh thoảng vẫn lén đưa đồ ăn và che giấu họ. Theo chính sách này, người dân nông thôn Cuba có tám ngày để di dời đến các trại được chỉ định trong những thị trấn kiên cố, ai không tuân theo đều bị xử bắn. Nhà ở trong trại thường xuống cấp, lương thực khan hiếm và dịch bệnh nhanh chóng lây lan khắp các trại. Đến năm 1898, một phần ba dân số Cuba đã phải chuyển đến các trại và ít nhất 170.000 người Cuba tử vong vì điều kiện sống khắc nghiệt của họ, chiếm 10% dân số vào thời điểm đó.  Người Cuba tưởng nhớ đến chính sách này khi mà các trại tập trung hiện đại lần đầu tiên được xây dựng trong lịch sử.

## Bối cảnh
Kế hoạch này do Valeriano Weyler thực hiện nhằm di dời dân cư nông thôn Cuba vào các trại tập trung, ban đầu được Arsenio Martínez Campos phát triển như một cách để tách những phần tử nổi loạn khỏi dân chúng nông thôn thỉnh thoảng vẫn lén đưa đồ ăn và che giấu họ. Những người bị ảnh hưởng có tám ngày để di dời, và tất cả những ai không tuân theo sẽ bị xử bắn. Nhà ở trong trại thường xuống cấp, lương thực khan hiếm và dịch bệnh nhanh chóng lây lan khắp các trại. Đến năm 1898, một phần ba dân số Cuba đã phải chuyển đến các trại và hơn 400.000 người Cuba tử vong vì điều kiện sống khắc nghiệt của họ. Người Cuba tưởng nhớ đến chính sách này khi mà các trại tập trung hiện đại lần đầu tiên được xây dựng trong lịch sử.

### Chiến tranh giành độc lập Cuba
Các vị thủ lĩnh quân nổi dậy Máximo Gómez và Antonio Maceo Grajales đã đề ra chiến lược chiến tranh du kích ở vùng nông thôn, thường chỉ tham gia vào các cuộc tấn công chớp nhoáng và phá hủy các đồn điền mía đường thuộc sở hữu của giới thượng lưu trong nước. Quân nổi dậy nhận được sự hỗ trợ đáng kể từ nông dân vùng nông thôn và đặc biệt là công nhân đồn điền người da đen. Một nhóm người Cuba lưu vong gọi là Hội đồng Quân nhân Cuba đã thuyết phục được dư luận Mỹ đứng về phía quân nổi dậy một cách hiệu quả. Đến năm 1896, quân nổi dậy bắt đầu tấn công vào đầu phía tây thịnh vượng của hòn đảo, phá hủy các đồn điền mía đường và gây thiệt hại nghiêm trọng cho nền kinh tế Tây Ban Nha.

### Nhà cầm quyền Tây Ban Nha
Tổng đốc Cuba Arsenio Martínez Campos nhấn mạnh với nhà cầm quyền Tây Ban Nha rằng con đường duy nhất dẫn đến chiến thắng bao gồm chiến lược khắc nghiệt hơn hòng dẹp tan quân nổi dậy. Ông cho rằng cần phải loại bỏ những người dân nông thôn ủng hộ quân nổi dậy để hợp lý hóa các cuộc tấn công. Cá nhân Campos không thể tự mình ra lệnh buộc người dân phải di dời và đã đệ đơn từ chức.
Năm 1896, Valeriano Weyler được bổ nhiệm làm chỉ huy trưởng quân đội Tây Ban Nha và tổng đốc Cuba. Weyler trước đây từng bỏ công nghiên cứu cuộc xung đột ở Cuba và là người ủng hộ nhiệt thành cho ý tưởng rằng dân cư nông thôn phải được tái định cư để Tây Ban Nha giành lấy chiến thắng.

## Lịch sử
Mùa thu năm 1896, Weyler ra lệnh cho những người dân nông thôn Cuba không được phép hoạt động nông nghiệp phải chuyển đến sống tại các trại ở những thị trấn kiên cố. Mọi nguồn tài nguyên và đất đai ở nông thôn đều bị phá hủy để quân nổi dậy không dùng được, gia súc bị dồn vào thành phố và buôn bán với khu vực nông thôn bị cấm. Vào cuối năm đó, vùng nông thôn Cuba không có mọi sinh hoạt chung ngoại trừ chiến tranh. Bên trong các trại này, bệnh tật và nạn đói bắt đầu giết chết nhiều tù nhân. Bất chấp những điều khủng khiếp này, Weyler vẫn tiếp tục áp dụng kế hoạch của mình.